# Карась, Пётр Григорьевич
Пётр Григорьевич Карась (1908—?) — советский футболист, нападающий.
В 1936—1937 годах играл за смоленский ДКА БВО. В 1938—1940 — за ленинградскую команду «Электрик»/«Красная заря», в 1946 — за «Спартак» Ленинград.
Во время Великой Отечественной войны работал шофёр зенитно-пулемётного полка на Волховском фронте. Удостоен боевых наград.
Окончил ВШТ при ГДОИФКе имени Лесгафта. Был играющим тренером команды по хоккею с мячом «Спартак» (Ленинград, 1945—1948). Старший тренер и начальник команды «Спартак» (Гатчина, 1949).

## Достижения
- Финалист Кубка СССР: 1938